# Великохутірська сільська рада (Драбівський район)
Великоху́тірська сільська́ ра́да — адміністративно-територіальна одиниця та орган місцевого самоврядування у Драбівському районі Черкаської області. Адміністративний центр — село Великий Хутір.

## Загальні відомості
- Населення ради: 2 246 осіб (станом на 2001 рік)

## Населені пункти
Сільській раді були підпорядковані населені пункти:
- с. Великий Хутір
- с-ще Ашанівка

## Склад ради
Рада складалася з 16 депутатів та голови.
- Голова ради: Пізняхівський Петро Юхимович
- Секретар ради: Шинкаренко Ніна Олександрівна

### Керівний склад попередніх скликань
| Прізвище, ім'я, по батькові  | Основні відомості                                                         | Дата обрання | Дата звільнення |
| ---------------------------- | ------------------------------------------------------------------------- | ------------ | --------------- |
| Пізняхівський Петро Юхимович | Сільський голова, 1951 року народження, освіта вища, член Народної партії | 26.03.2006   | 31.10.2010      |
| Пізняхівський Петро Юхимович | Сільський голова, 1951 року народження, освіта вища, член Партії регіонів | 31.10.2010   |                 |

Примітка: таблиця складена за даними сайту Верховної Ради України

### Депутати
За результатами місцевих виборів 2010 року депутатами ради стали:

#### За суб'єктами висування
| Суб'єкт висування                                       | Кількість обраних депутатів | %    |
| ------------------------------------------------------- | --------------------------- | ---- |
| Самовисування                                           | 10                          | 62,5 |
| Політична партія Всеукраїнське об'єднання «Батьківщина» | 3                           | 18,8 |
| Народна партія                                          | 1                           | 6,3  |
| Партія регіонів                                         | 1                           | 6,3  |
| Українська Народна Партія                               | 1                           | 6,3  |

#### За округами
| № округу                                                | Прізвище, ім'я, по батькові      | Дата визнання обраним | Освіта             | Партійна приналежність                        | Відомості про обраного депутата                                                       |
| ------------------------------------------------------- | -------------------------------- | --------------------- | ------------------ | --------------------------------------------- | ------------------------------------------------------------------------------------- |
| Народна Партія                                          |                                  |                       |                    |                                               |                                                                                       |
| 3                                                       | Голосій Володимир Вікторович     | 02.11.2010            | вища               | позапартійний                                 | СТОВ"Агромакс", обліковець                                                            |
| Партія регіонів                                         |                                  |                       |                    |                                               |                                                                                       |
| 6                                                       | Сарик Сергій Іванович            | 26.12.2010            | середня спеціальна | позапартійний                                 |                                                                                       |
| Політична партія Всеукраїнське об'єднання «Батьківщина» |                                  |                       |                    |                                               |                                                                                       |
| 2                                                       | Лісун Ганна Миколаївна           | 02.11.2010            | вища               | член Всеукраїнського об'єднання «Батьківщина» | Великохутірська сільськарада, касир                                                   |
| 8                                                       | Абелець Лариса Миколаївна        | 02.11.2010            | середня            | член Всеукраїнського об'єднання «Батьківщина» | Дитячий навчальний заклад «Сонечко», помічниквихователя                               |
| 11                                                      | Омелюх Валентина Миколаївна      | 02.11.2010            | вища               | член Всеукраїнського об'єднання «Батьківщина» | Дитячий навчальний заклад «Сонечко», вихователь                                       |
| Українська Народна Партія                               |                                  |                       |                    |                                               |                                                                                       |
| 4                                                       | Микульська Раїса Євгенівна       | 02.11.2010            | вища               | позапартійна                                  | Великохутірська загальноосвітня школа, соціальний педагог                             |
| Самовисування                                           |                                  |                       |                    |                                               |                                                                                       |
| 1                                                       | Стригун Василь Якович            | 02.11.2010            | вища               | член Партії регіонів                          | СТОВ «Агромакс», зав. гаражем                                                         |
| 5                                                       | Піскун Ольга Миколаївна          | 02.11.2010            | вища               | член Партії регіонів                          | Великохутірське стаціонарне відділення Драбівського територіального центру, медсестра |
| 7                                                       | Омелюх Віктор Олексійович        | 02.11.2010            | вища               | член Партії регіонів                          | ПП «Росток», директор                                                                 |
| 9                                                       | Пихтін Василь Іванович           | 02.11.2010            | вища               | член Партії регіонів                          | СТОВ «Агрофірма Великий Хутір», водій                                                 |
| 10                                                      | Орел Валентина Олександрівна     | 02.11.2010            | вища               | член Партії регіонів                          | Великохутірська загальноосвітня школа, медсестра                                      |
| 12                                                      | Соломаха Людмила Миколаївна      | 02.11.2010            | вища               | член Партії регіонів                          | Великохутірська сільськарада, головний бухгалтер                                      |
| 13                                                      | Шинкаренко Ніна Олександрівна    | 02.11.2010            | вища               | член Партії регіонів                          | Великохутірська сільськарада, секретар                                                |
| 14                                                      | Удовиченко Олександр Олексійович | 02.11.2010            | вища               | член Партії регіонів                          | СТОВ «Агрофірма Великий Хутір», вет. фельдшер                                         |
| 15                                                      | Скотаренко Валерій Васильович    | 02.11.2010            | вища               | позапартійний                                 | приватний підприємець, лікар                                                          |
| 16                                                      | Коновал Сергій Григорович        | 02.11.2010            | вища               | член Партії регіонів                          | СТОВ «Аргофірма Великий Хутір», механізатор                                           |

## Природно-заповідний фонд
На землях сільради розташовано гідрологічний заказник місцевого значення Заплавський.